# Indicator indicator
Indicator indicator là một loài chim trong họ Indicatoridae.

## Hành vi

### Hướng dẫn con người
Loài chim này dẫn đường cho con người đến tổ của ong rừng. Một con chim dẫn đường thu hút sự chú ý của một người bằng những tiếng kêu đặc trưng, âm thanh này chúng cũng dùng khi tỏ ra gây hấn. Những người thợ săn mật ong sẽ tiến hành tìm kiếm đàn ong theo hướng bay của loài chim này, thu hoạch mật ong từ đàn ong thông qua việc sử dụng lửa và khói để xua đuổi đàn ong, họ dùng rìu và dao rựa để phá vỡ tổ đàn ong. Sau khi thu hoạch mật ong, loài chim này sáp và ấu trùng ong còn sót lại.